# 850 Altona
Altona (asteróide 850) é um asteróide da cintura principal com um diâmetro de 80,9 quilómetros, a 2,6177661 UA. Possui uma excentricidade de 0,1272134 e um período orbital de 1 897,25 dias (5,2 anos).
Altona tem uma velocidade orbital média de 17,19813491 km/s e uma inclinação de 15,48407º.
Esse asteróide foi descoberto em 27 de Março de 1916 por Sergei Belyavsky.